# Эсте (город)
Эсте (Este) — город и коммуна в Италии, располагается в провинции Падуя области Венеция. Расположен у подножья Эвганейских холмов, в 24 км от Ровиго (южнее) и в 32 км от Падуи (севернее). Население ок. 17 тысяч жителей.

## История

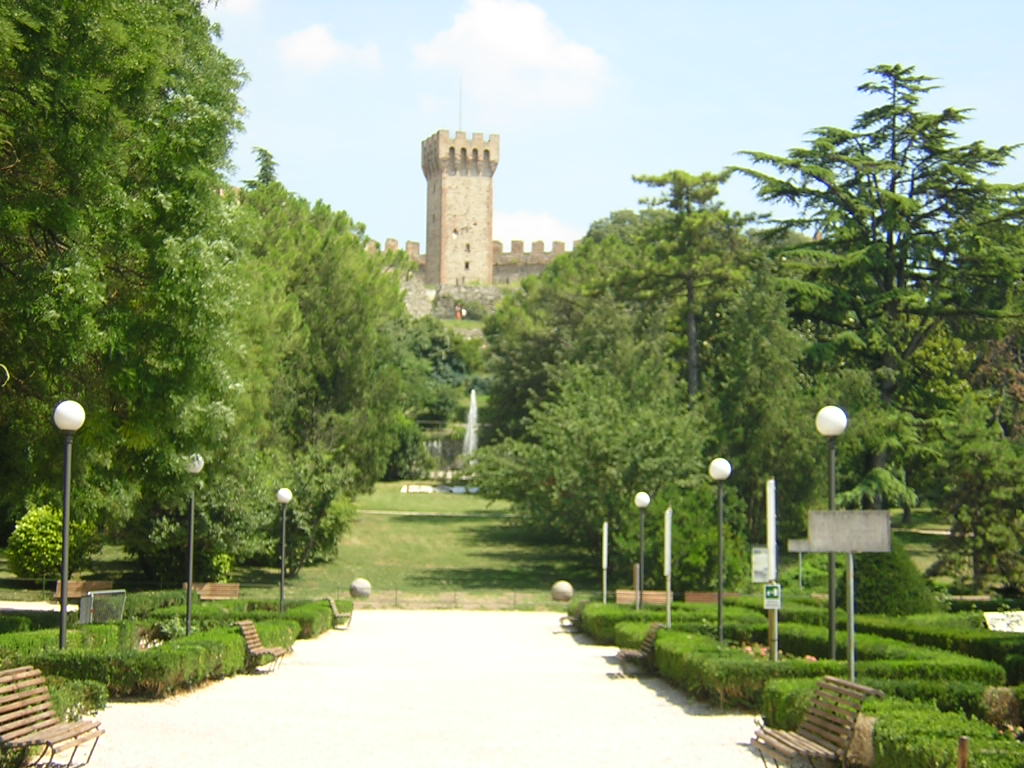
Замок Каррарези

Город был основан древними венетами, которые, вероятно, назвали его именем реки Адидже (лат. Athesis). Миланский маркграф Аццо II д’Эсте в X веке выстроил здесь свой замок, от которого берёт название владетельный дом Эсте, перенёсший свою столицу в 1240 году в Феррару. 
Некоторое время городом владел Эццелино III да Романо, затем за обладание им спорили веронские Скалигеры, миланские Висконти и падуанские Каррарези, которые на руинах древнего выстроили новый замок. После 1405 года город разделял политическую судьбу Падуи и Венеции.
В конце XIX — начале XX века в городе было развито шелководство, производство поярковых шляп, фарфоровых и фаянсовых изделий, селитры, точильных брусков; велась оживленная торговля.
Покровительницей коммуны почитается святая Фёкла Иконийская, празднование 23 сентября.

## Города-побратимы
- Бад-Виндсхайм, Германия
- Вифлеем, Палестина
- Риека, Хорватия